# Адольфас Раманаускас
Адольфас Раманаускас, знаний під псевдо Ванагас (нар. 6 березня 1918 — пом. 29 листопада 1957) — литовський військовий діяч, полковник, один із чільних партизанських керівників литовського антирадянського підпілля після завершення Другої світової війни. В Литві Раманаускаса вважають борцем за свободу та незалежність, сейм цієї країни навіть визнав його фактичним керівником Литовської держави з 26 листопада 1954 до 29 листопада 1957 року.
У роки Другої світової війни Раманаускас працював вчителем. Після захоплення Литви Радянським Союзом у 1944-45 роках приєднався до «лісових братів». Через два роки він очолив Дайнавський партизанський округ, а в 1948-му його призначили командиром партизанів на півдні країни. З 1949 року «Ванагас» став першим заступником голови Союзу борців за свободу Литви. З 1952 року Адольфас Раманаускас переховувався під фальшивими документами. 12 жовтня 1956 партизанського командира затримали і відвезли до вільнюського відділу КДБ. Після тривалих тортур його стратили.
Після здобуття Литвою незалежності в 1990 році Раманаускаса посмертно нагородили орденом Хреста Витязя та надали звання бригадного генерала. Його дочка Ауксуте Раманаускайте-Скокаускене 2008 року була обрана депутатом литовського Сейму.

## Біографія

### Раннє життя
Адольфас Раманаускас народився 6 березня 1918 року в американському місті Нью-Брітен у родині литовських іммігрантів, Людвікаса та Єлени. У 1921 році його сім'я повернулася на батьківщину та, придбавши 6 гектарів землі в селі Беленай, зайнялась фермерством. 1930 році Раманаускас закінчив Галінайську початкову школу, в якій проявив себе здібним учнем. У 1936 році продовжив навчання у середній школі міста Лаздияй. За старанне ставлення до науки його звільнили від обов'язкової плати. Після отримання в 1936 середньої освіти, продовжив навчання в Клайпедському педагогічному інституті (нині Литовський університет освітніх наук).
Незадовго до закінчення навчального закладу керівництво нацистської Німеччини шляхом ультиматуму змусило литовців передати Клайпедський край. Внаслідок цього, інститут евакуювали в місто Паневежис, що на півночі країни. У тому ж році Раманаускас поступив в Каунаську військову академію, яку закінчив у званні другого лейтенанта резервних сил. Клас, в якому він навчався, став останнім, 15-тим випуском академії, оскільки в червні 1940 Литва була анексована Радянським Союзом.
У тому ж 1940 році Раманаускас переїхав у Друскінінкай, де працював учителем. Після німецького вторгнення в СРСР взяв участь в антирадянському повстанні та очолив один із загонів ополчення, котрий, як наполягають литовські історики, займався охороною державної та приватної власності від мародерів. Втім, низка джерел, зокрема Центр Симона Візенталя, звинувачують цей підрозділ у про-німецькій спрямованості та переслідуванні членів єврейської громади. Чітких доказів на підтвердження особистої участі Раманаускаса у вбивствах немає, власне як і нема архівних документів, а критичні оцінки ґрунтуються на непрямих свідченнях. Під час німецької окупації Адольфас мешкав в Алітусі, викладав у місцевій вчительській семінарії математику, литовську мову, фізкультуру та військову підготовку. Після вигнання нацистських окупантів й зайняття Литви радянськими військами, молодий вчитель навесні 1945 року долучився до «лісових братів», котрі розгорнули партизанську боротьбу проти СРСР. Серед повстанців Раманаускас отримав псевдо Ванагас, що означає «Яструб».

### Партизанська боротьба

На світлині зі своєю майбутньою дружиною Біруте Мажейкайте, 1943

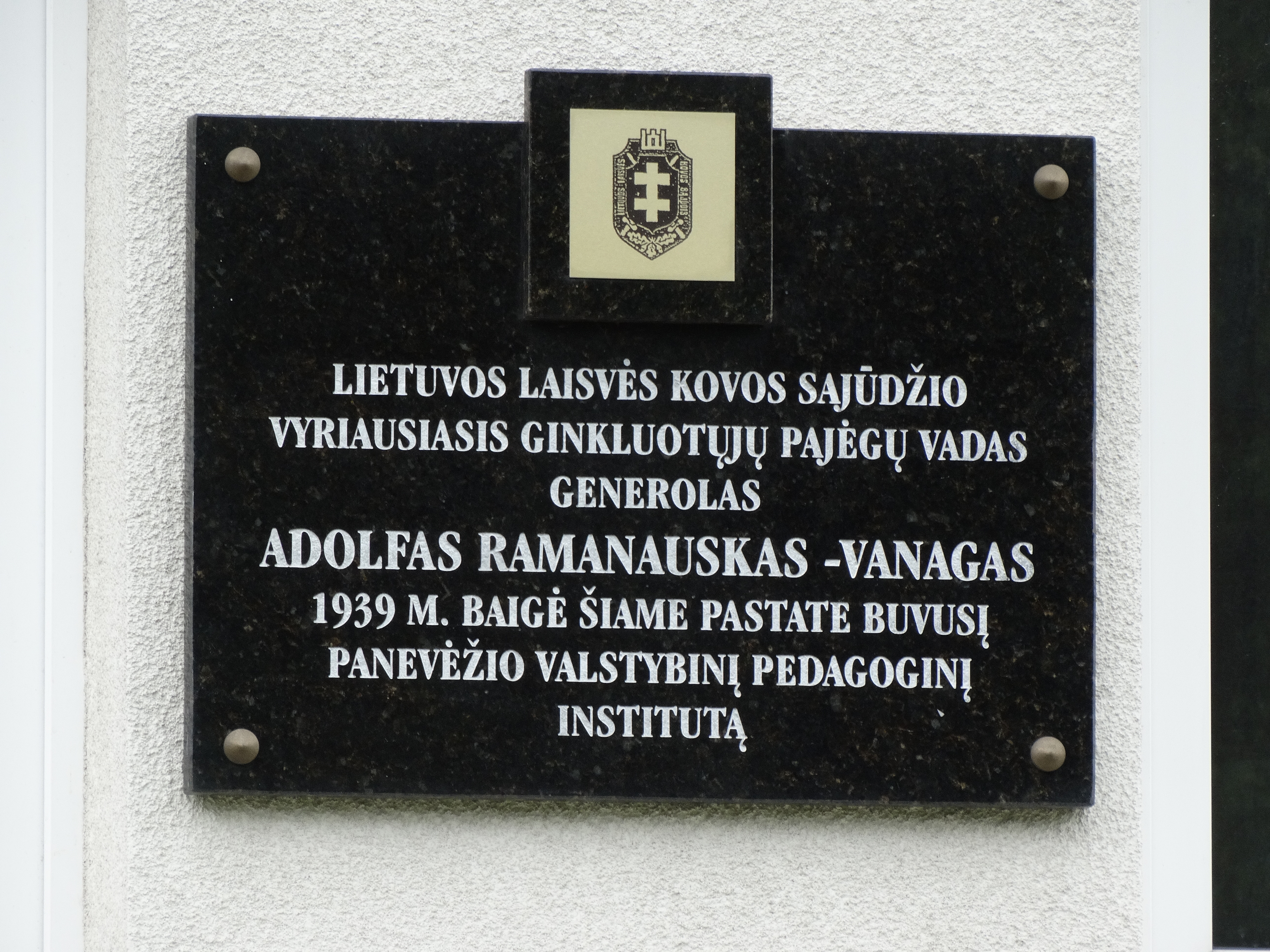
Пам'ятний знак у місті Паневежис

Раманаускас приєднався до партизанського взводу, що діяв в околицях Нямунайтіса і Алова; невдовзі його обрали командиром взводу. Завдяки таланту вдалого організатора невеликі та відокремлені відділи литовських партизанів перетворилися на міцну підпільну бойову організацію зі 140 осіб, що діяла в районі міста Меркіне. Пізніше військова група збільшила свою чисельність і стала батальйоном, що складався з 8 загонів. На ранніх етапах протистояння повстанські загони відкрито нападали на радянські гарнізони, нищили транспортну та виробничу інфраструктуру. Партизани Раманаускаса неодноразово вступали в сутички з НКВС і радянськими винищувальними батальйонами. Нелегкі бої відбулися 14 і 23 червня 1945 року в лісі між містечками Алов і Даугай. Унаслідок перестрілки від 30 до 47 партизанів було вбито, від 6 до 14 осіб потрапили до полону.
1 липня 1945 року Раманаускас став командувачем бригади району міста Меркіне, до якої входили 3 батальйони. У жовтні того ж року партизанський лідер одружився з Біруте Мажейкайте, колишньою ученицею Алітуської вчительської семінарії, яка служила в його повстанському загоні; у шлюбі народилась дочка Ауксуте. 15 грудня 1945 партизанський підрозділ Раманаускаса провів зухвалий, але невдалий напад на Меркіне, метою якого було звільнення в'язнів. 25 вересня 1947 року Ванагас очолив підпільний Дайнавський партизанський округ, а в 1948 його призначили командиром «лісових братів» всієї Південної Литви («Німен»). Окрім збройної боротьби, литовці приділяли значну увагу й політично-ідеологічній агітації. За особистої редакції А. Раманаускаса виходили підпільні видання, зокрема Mylėk Tėvynę (1946–47), Laisvės varpas (1947–49), Свободное слово (російськомовна газета для радянських солдатів; 1947–49), Miško brolis (1951–52).
Наприкінці 1940-х стало зрозуміло, що розрахунок на допомогу від західних держав у боротьбі з радянською владою не виправдався. Тому командири литовських «лісових братів» вирішили змінити тактику й у лютому 1949 року перейменували організацію у «Саюдіс» — Союз борців за свободу Литви. Раманаускаса на зборах усіх керівників партизанських округів обрали членом президії Союзу та першим заступником його голови Йонаса Жямайтіса. Крім того, він отримав звання майора. Восени 1949 Адольфас Раманаускас отримав чергове підвищення до звання полковника і головнокомандувача усіма збройними формуваннями. Коли внаслідок поганого стану здоров'я Жямайтіс пішов у відставку, Раманаускас у 1952 році очолив і сам Союз. До цього часу збройне протистояння значно ослабло. Замість великих загонів повстанці почали діяти малими групами по 5–10 вояків. Від нападів на військові частини та інші стратегічні об'єкти вони перейшли до «точкових» акцій проти окремих представників радянської влади та їхніх місцевих прихильників. 1952 року Раманаускас офіційно наказав припинити військову боротьбу та перейти до пасивного (ненасильницького) опору.

### Останні роки життя
З 1952 року Раманаускас відійшов від керівництва збройним опором. Йому та дружині протягом декількох років довелось переховуватися від органів держбезпеки СРСР під фальшивими документами. За цей час він написав мемуари, які були заховані довіреними людьми і вперше оприлюднені лише в 1988-89 роках в епоху гласності. Їх опублікували тільки в 1991 під назвою Daugel krito sūnų… (Багато синів полягло…). Для пошуків литовського повстанського діяча радянські спецслужби створили окрему оперативну групу. Раманаускаса та його дружину заарештували 12 жовтня 1956 року в Каунасі. Знайти колишнього керівника «лісових братів» вдалось через зраду колишнього однокласника по Каунаській військовій школі Антанаса Урбонаса.
Перебуваючи у вільнюській в'язниці КДБ, він зазнав жорстоких тортур і катування. Невдовзі його, ледь живого, перевели в тюремну лікарню, оскільки радянські слідчі були налякані тим, що Раманаускас не доживе до суду. Медпрацівники констатували численні тілесні ушкодження, такі як проколоті очі, відсутні яєчка, важкі побиття. 25 листопада 1957 Верховним судом Литовської РСР засуджений до смертної кари за «антинародну діяльність». 29 листопада Адольфаса Раманаускаса стратили, місце його поховання невідоме. Дружину Біруте Мажейкайте засудили до 8 років виправних робіт у ГУЛАГу.

## Пам'ять
2012 року на честь Адольфаса Раманаускаса-Ванагаса і його дружини був відкритий і освячений пам'ятний камінь. Указом литовського президента від 26 січня 1998 року Альгірдаса Бразаускаса йому посмертно надано звання бригадного генерала, в той час як Валдас Адамкус нагородив вищою військовою нагородою, — Великим хрестом ордена Хреста Витязя.